# Temiscira
'
Temiscira (griego Θεμίσκυρα) fue una antigua ciudad griega, emplazada a corta distancia de la costa sur del mar Negro, cercana a la desembocadura del río Termodonte, en la región del Mar Negro (Turquía), constituyendo el antiguo asentamiento poblacional de la actual ciudad turca de Terme, en la provincia de Samsun. 
Fue mencionada por Heródoto como capital del reino de las amazonas y por Pausanias, quien relata que, cuando Heracles estaba sitiándola, incapaz de conquistarla, la amazona Antíope se enamoró de Teseo, quien formaba parte de la expedición, y le entregó la ciudad. 
En opinión de Claudio Ptolomeo se ubica más al oeste, a medio camino entre el río Iris (actual Yeşilırmak) y el Cabo Heraclio. Escílax de Carianda dice que fue una colonia griega pero Diodoro Sículo, en cambio, atribuye su fundación legendaria a las amazonas.
La ciudad histórica fue asediada por el romano Lucio Licinio Lúculo, después de que el rey del Ponto, Mitrídates VI se retirase de Cícico. Los habitantes se defendieron con gran valor y, cuando las murallas fueron minadas, enviaron a osos y otras fieras salvajes, y hasta enjambres de abejas, contra los obreros del general romano. Pero a pesar de su aguerrida defensa, la ciudad parece haber perecido en aquella ocasión, si se tiene en cuenta el testimonio de Pomponio Mela quien comenta que no tuvo una larga existencia, y de Estrabón, el cual ni siquiera la menciona. Hay quien sugiere que la ciudad de Terme, en la desembocadura del Termodonte señala el lugar de la antigua Temiscira; pero Hamilton observa que debió haber estado situada un poco más hacia el interior.
No parece que hayan quedado ruinas de Temiscira; según Texier, entre otros, considera indicativo del emplazamiento de Temiscira, que estando a dos días de viaje del río Halys (actual Kızılırmak), en los límites fronterizos de Galacia, no es posible que hayan pertenecido a ella, pero que sean con toda probabilidad los restos de Tavium. Los editores del Barrington Atlas of the Greek and Roman World, sitúan a Temiscira «en o cerca» de Terme.

## Mitología

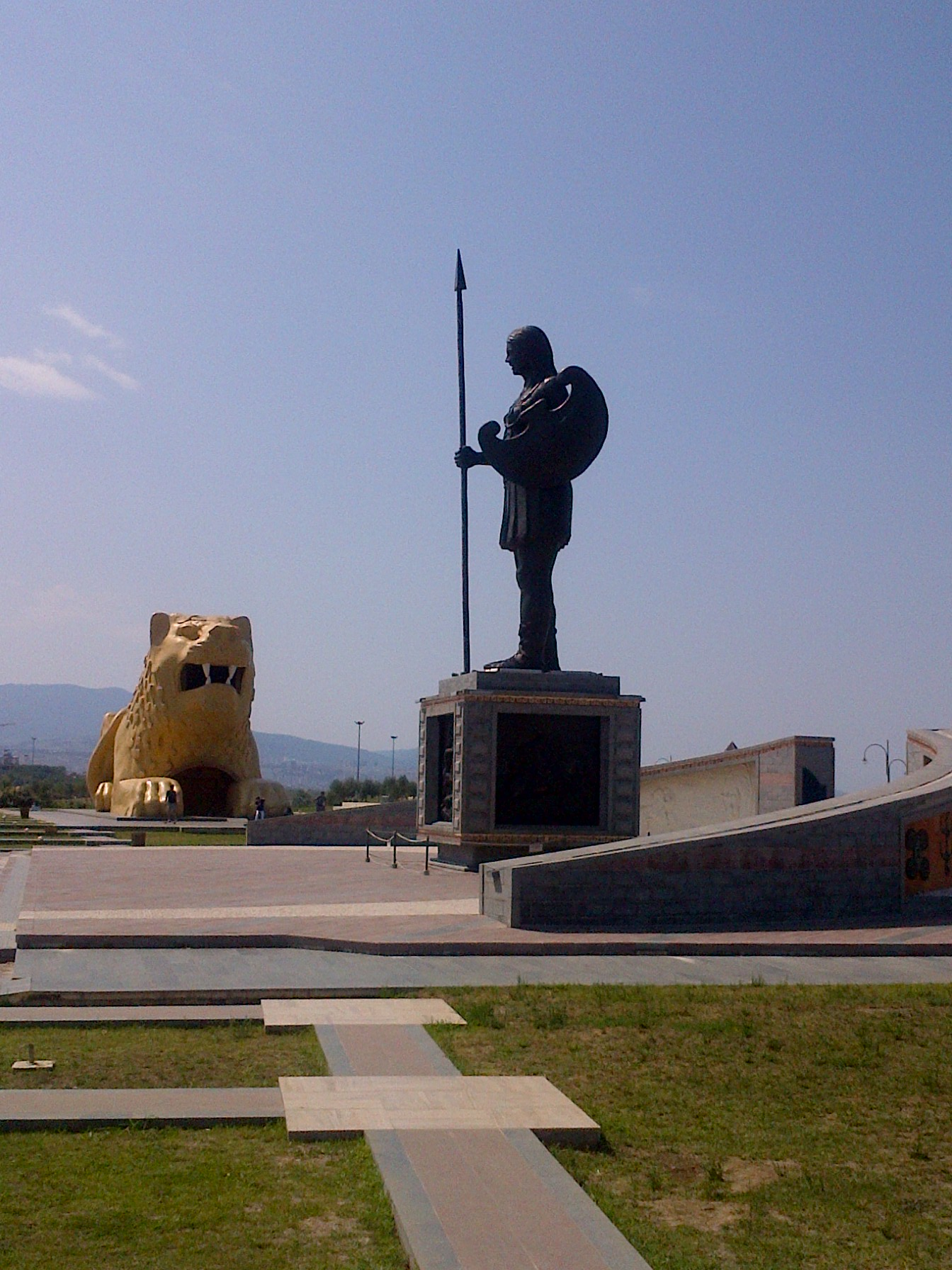
Monumento a las Amazonas en Samsun, Turquía.

Como capital del reino de las amazonas, la identificación de Temiscira es problemática. Algunos autores la identifican con la ciudad que hoy es Terme. Otros autores la colocan en Tanais y otros en las Puertas Caspias.

## Influencia posterior
En las historietas de la Mujer Maravilla (publicadas por DC Comics) así como en sus versiones audiovisuales, Temiscira aparece como capital y nombre alternativo de la Isla Paraíso, lugar escondido y protegido por una barrera sobrenatural que impide que «el mundo del Hombre» pueda acceder a ella.